# Szent Borbála-templom (Kutná Hora)
A csehországi Kutná Hora városában található Szent Borbála-templom a csehországi késő gótika egyik legnevezetesebb épülete. A történelmi városközpont részeként 1995-ben felkerült az UNESCO világörökség listájára.

## Története
A templom építésének előzménye egy évszázados szellemi harc, amelyet a becsvágyó bányavállalkozók vívtak a sedleci ciszterci kolostorral. A hosszas huzavona eredménye az lett, hogy új templomot alapítottak a bányászok védőszentjének, Szent Borbálának a tiszteletére. A templom a városfalakon kívül helyezkedett el, a prágai püspöki káptalan telkén, azaz a sedleci kolostor hatáskörén kívül. A templomnak, amelyet a bányászok 1388-ban mondhatni önállóan alapítottak, impozánsnak kellett lennie, és egyes történelmi források azt feltételezik, hogy eredetileg kétszer olyan hosszú volt, mint napjainkban.
Az építkezés szakaszosan haladt, olyan ütemben, ahogy a bányászok bevételei lehetővé tették. Az építést különböző – részben tragikus – események szakították meg, így az építkezés megkezdésétől az 1905-ös befejezésig több mint fél évezred telt el. Az első építész Johann Parler volt, annak a Peter Parlernek a fia, aki a prágai Szent Vitus-székesegyházat építette, tehát a két épület közötti hasonlóság nem véletlen.
A templom legrégebbi részei, a kápolnakoszorú és a szentélykörüljáró a francia székesegyházak mintáját követik. Eredetileg három főhajót terveztek, majd a templomot külső hajókkal bővítették. A huszita háborúk kitörésekor az építkezés hatvan évig leállt, de már azelőtt is anyagi nehézségek adódtak és úgy tűnt, hogy az egykor becsvágyó terveket nem tudják megvalósítani. 1482-ben újra beindították az építkezést, ezúttal hazai építőmesterek vezetésével, akik többé-kevésbé tartották magukat az elődeik terveihez.
Valódi áttörést jelentett a prágai mesterek, először Mathias Rejsek, majd utódja a királyi építész Benedikt Ried (Rejt) hatása. Mathias Rejsek kezdetben rajztanár volt Prágában, később a kőfaragócéh tagja lett, és ismert építőmesterré vált. Ő építette a kórus boltívét, befejezte a trifóriumot és számos kőfaragó munkával díszítette a templomot. Utódjának, Benedikt Riednek a megérkezése átfogó változásokat hozott. Rejt bátran elvetette az öthajós koncepciót és csak három hajót tartott meg, amelyeket monumentális boltívvel zárt le, hasonlóan ahhoz az orrtagos megoldáshoz, amelyet korábban a prágai vár Ulászló-termében használt. Ried javaslatai halála után is az építés alapjául szolgáltak.
Ahogy az ezüstbánya jövedelme csökkent, lassan elfogytak az építkezés pénzügyi forrásai és 1588-ban a templomot egy ideiglenes fallal lezárták. Ez akkor történt, amikor a leggazdagabb lelőhelyet, az oseli bányát víz árasztotta el.
1626-ban a templom a jezsuita rend tulajdonába került, akik barokk stílusban alakították át. A templom majdnem 300 évig befejezetlenül maradt. 1884-ben a város újraindította az építkezést, amely 1905-ben fejeződött be.[forrás?]

## Képgaléria
|  |  |  |  |

## Külső hivatkozások
- Kutná Hora: Historical Town Centre with the Church of St Barbara and the Cathedral of Our Lady at Sedlec (angol nyelven). UNESCO. (Hozzáférés: 2009. április 28.)